# Gabriela Bustelo
Gabriela Bustelo (Madrid, 1962) es una escritora, periodista, filóloga y traductora española. Cercana a la generación neorrealista española, Bustelo inició su carrera literaria con Veo Veo (Anagrama, 1996), escrita en 1992 y publicada en 1996 por el editor Jorge Herralde. Comparte con autores como José Ángel Mañas, Ray Loriga y Lucía Etxebarria un estilo literario influido por la cultura comercial y las nuevas tecnologías, así como un lenguaje naturalista que a menudo juega con la ortografía y la sintaxis.
De cara a Elecciones al Parlamento Europeo de 2024 (España) apoya a la candidatura que integre al partido político La Tercera España.

## Biografía
Nacida en Madrid en 1962, es hija del político Carlos Bustelo y la historiadora Teresa Tortella, alumnos del colegio Estudio, asociado a la ILE. Es sobrina de Leopoldo Calvo-Sotelo y nieta de Gabriel Tortella, fundador de la editorial Tecnos. Debido al trabajo de su padre en la OCDE en París y el FMI en Washington D. C., pasó gran parte de su infancia fuera de España. Su educación, iniciada en el colegio episcopaliano de Saint Patrick’s de Washington, continuaría en Madrid en el Colegio Base y en el CEU San Pablo. 
Tras licenciarse en Filología Inglesa por la Universidad Complutense de Madrid, estudió un máster en Dirección Comercial en el Instituto de Empresa, que completó con un curso en el Centro de Estudios Económicos y Comerciales (CECO).

## Trayectoria
A mediados de la década de 1980 se estrenó como traductora con varias novelas negras. Su traducción de El libro de la selva, de Kipling, de 1987 ha sido reeditada una docena de veces. Ha sido encargada de derechos extranjeros de Salvat, editora de la Biblioteca Castro así como editora de contenidos y ejecutiva de varias empresas, labor que compagina con la traducción de novela, ensayo y cine. Anaya, Espasa-Calpe, Alfaguara, Taurus, Aguilar, Siruela, Alianza Editorial, Planeta, Mondadori, Temas de Hoy, Duomo y Turner son algunas de las editoriales en las que ha colaborado como editora, traductora y correctora.
En España su descubridor fue Francisco Umbral, quien al leer Veo Veo en mayo de 1996 quedó favorablemente sorprendido. Umbral tenía la costumbre de tirar a una piscina ―de su casa en Majadahonda (Madrid)― todo libro que no lograra entretenerle desde las primeras páginas. Sin embargo, aseguró haber salvado y leído en pocas horas la primera novela de Gabriela Bustelo, de quien alabó su “dominio magistral y feliz del español”. En el ensayo Spanish Fiction in the Digital Age (Palgrave-Macmillan, 2011), la académica estadounidense Christine Henseler incluye a Bustelo ―con Mañas, Loriga, Gabi Martínez y Fernández-Mallo― en el grupo de los cinco escritores más representativos de la vanguardia española de los últimos 20 años. Según Henseler, Gabriela Bustelo y Lucía Etxebarria son las dos únicas mujeres españolas incluidas en la corriente literaria llamada "Generación X", que en el resto del mundo también es mayoritariamente masculina: desde Douglas Coupland, Bret Easton Ellis, Jonathan Franzen, David Foster Wallace y Jeffrey Eugenides hasta Junot Diaz, Dave Eggers y Augusten Burroughs. 
Por otra parte, Bustelo es una de las pocas autoras españolas de ciencia ficción. Situada en Nueva York, su obra Planeta Hembra (RBA, 2001) es una distopía sobre el conflicto latente entre mujeres y hombres occidentales, que en el siglo XXI cristalizaría en el Movimiento Me Too entendido como una batalla global de los sexos. Su tercera novela, La historia de siempre jamás, es una crítica de las élites europeas. Al igual que en anteriores ocasiones, en su última obra se sirve de un subgénero literario como estructura formal para abordar el contenido. Esta simplicidad es un recurso, pues encubre una cruel reprobación de la realidad social y política.

## Obra

### Publicaciones
Narrativa
- Veo Veo, Anagrama, Barcelona, 1996.
- Planeta Hembra, RBA, Barcelona, 2001.
- After Hours: una muestra de 'cult fiction', coordinación de Javier Calvo. Reservoir Books. Mondadori. Abril 1999.
- Frasco, El Extramundi y los Papeles de Iria Flavia, fundada por Camilo José Cela. Diciembre de 1998.
- La historia de siempre jamás, Ediciones El Andén, Barcelona, 2007.
- Tolerancia. Publicado en La narración que ríe para no llorar. Semana de las Letras en Español. Instituto Cervantes de Roma. 2011.  Archivado el 30 de junio de 2012 en Wayback Machine.
- Veo Veo, Edición 25 Aniversario con prólogo de Lucía Etxebarria. Larrad Ediciones, Madrid, 2021

Ensayo
- La vicepresidenta. La mujer más poderosa de España, La Esfera, 2017. Biografía no autorizada de Soraya Sáenz de Santamaría. Coautora con Alejandra Ruiz-Hermosilla.
- Covidiotas, Libroscom, 2021. Crónica periodística callejera del Estado de Alarma español de 2020.

Traducción
Charles Dickens, Edgar Allan Poe, George Eliot, Rudyard Kipling, Oscar Wilde, Mark Twain, Raymond Chandler, Muriel Spark, Margaret Atwood, entre otros muchos. Últimas publicaciones relevantes:
- Los escritos irreverentes, Mark Twain. Impedimenta, 2010. Introducción, selección textos.
- Kipling ilustrado, Museo Valenciano de la Ilustración. 2011. Premio Nacional de Edición.
- Joseph Conrad y su mundo, Jessie Conrad. Sexto Piso, 2011   Archivado el 4 de marzo de 2016 en Wayback Machine.
- Primera traducción al español del célebre ensayo de George Eliot sobre la novela femenina. Editorial Impedimenta, 2012  Archivado el 4 de marzo de 2016 en Wayback Machine.

### Prensa
En el periódico La Razón escribió una columna de opinión llamada 'El signo de los tiempos' de 2007 hasta 2010. En La Gaceta de los Negocios escribió dos veces por semana 'La Contracrónica', un análisis político, de 2010 a 2013. En 2012 destaca su colaboración semanal en la tertulia política 'Los Últimos de Filipinas' y en el matinal informativo "Buenos Días". Escribió durante seis años en Vogue, en Gala desde el inicio hasta su cierre, en Telva de 2005 a 2008. Durante tres años (2015-2017) escribió una tribuna de opinión en el diario digital Vozpópuli, al tiempo que publicaba una columna semanal en inglés en The Objective.  En la revista cultural colombiana Arcadia ―fundada por Marianne Ponsford― colaboró con reportajes literarios y musicales entre 2005 y 2014. En la emisora municipal M21 Radio de Madrid tuvo una columna cultural de 2017 a 2018. En Cuarto Poder colaboró entre 2018 y 2019. En la actualidad tiene una tribuna política en El Español de Pedro J. Ramírez, donde comenzó su labor en enero de 2021.